# Mesembryanthemum nucifer
Mesembryanthemum nucifer är en isörtsväxtart som först beskrevs av Ihlenf. och Bittrich, och fick sitt nu gällande namn av Klak. Mesembryanthemum nucifer ingår i Isörtssläktet som ingår i familjen isörtsväxter. Inga underarter finns listade i Catalogue of Life.